# اتحادیه ملی ایزدی
اتحادیه ملی ایزدی ULE سازمانی است که در سال ۱۹۹۸ در ارمنستان برای کمک به توسعه درک متقابل ایزدی‌ها و ارمنی‌ها تشکیل شده است. رئیس اتحادیه ملی ایزدی عزیز تمویان و معاون رئیس‌جمهور خضر حاجیان است.

## اهداف
هدف اتحادیه ملی ایزدی ها توسعه و درک ایزدی ها و ارمنی ها، همکاری های مختلف در زمینه های آموزش، حمایت و معیشت ایزدی ها در سراسر ارمنستان بوده و تلاش می کند با هدف اطلاع رسانی در مورد سرزمین بومی ایزدی ها و خاستگاه ایزدی های ارمنستان و ایزدی ها در سراسر جهان، توسعه فرهنگ و وطن تاریخی ایزدی ها و از بین بردن بی سوادی در میان ایزدی ها فعالیت می کند. شرکت در فعالیت های بشردوستانه، افتتاح و نظارت بر کنفرانس ها و نشست های مستقل و فراگیر مربوط به ایزدی ها، برگزاری مراسم و بزرگداشت های مذهبی و کمک به سازمان های بین المللی از فعالیتهای این سازمان است.